# Бай Ганю
«Бай Ганю. Невероятные рассказы об одном современном болгарине» — сатирическая книга Алеко Константинова, вышедшая в 1895 году. Является одним из популярнейших произведений болгарской литературы. Главным героем является мелкий торговец розовым маслом Ганю Балканский (бай Ганю).
Книга состоит из двух частей.
Первая часть, «Бай Ганю ездит по Европе», объединяет рассказы близких друзей, знакомых с бай Ганю, о его путешествиях по Европе, и сравнивает европейские нравы с болгарскими, испытавшими влияние Востока. Она состоит из следующих рассказов:
- I. Бай Ганю путешествует
- II. Бай Ганю в опере
- III. Бай Ганю в бане
- IV. Бай Ганю в Дрездене
- V. Бай Ганю на выставке в Праге
- VI. Бай Ганю у Иречека
- VII. Бай Ганю в гостях
- VIII. Бай Ганю в Швейцарии
- IX. Бай Ганю в России

Прототипом главного героя послужило действительное лицо, встреченное автором во время его поездки в США (о которой Константинов написал книгу путевых заметок «До Чикаго и обратно»). Умело используя сопоставление с европейцами, он показывает некоторые характерные черты болгарского народа и, в частности, уже сформировавшейся мелкой буржуазии.
Характер бай Ганю неоднозначен — наряду с необразованностью, бесцеремонностью, самодовольством, стремлением к наживе, простоватостью в нём также присутствуют рассудительность, энергичность, предприимчивость, грубоватый юмор. Но главное для него — получение прибыли от торговли розовым маслом. В последнем рассказе «Бай Ганю в России» автор после размышлений даже оправдывает своего героя:

Не презирай этого простенького, хитренького, жадненького человечка. Он — порождение грубой среды, жертва грубых воспитателей. Зло заключено не в нём самом, а в окружающей его среде. Бай Ганю деятелен, рассудителен, восприимчив, — главное, восприимчив! Дайте ему хорошего руководителя, и вы увидите, на какие подвиги он способен. До сих пор бай Ганю проявлял только животную энергию, но в нём таится запас дремлющих духовных сил, которые ждут лишь нравственного толчка, чтобы начать действовать.
Вторая часть состоит из нескольких самостоятельных фельетонов, продолжающих знакомить читателя с новой буржуазией и рассматривающих злободневные темы болгарской политической жизни в конце XIX века. Этими фельетонами являются:
- Бай Ганю возвратился из Европы
- Бай Ганю проводит выборы
- Бай Ганю — журналист
- Бай Ганю во дворце
- Бай Ганю в депутации
- Бай Ганю в оппозиции — ну и ну!
- Общество трезвости
- Письмо бай Ганю к Константину Величкову
- Из переписки бай Ганю Балканского

Бай Ганю больше не торгует розовым маслом, а участвует в большой политике — пишет прошение князю («Бай Ганю возвратился из Европы»), баллотируется в депутаты («Бай Ганю проводит выборы»), издает газету («Бай Ганю — журналист»). На смену самостоятельным действиям бай Ганю пришли совместные действия возглавляемой и вдохновляемой им группы единомышленников. Акцент во второй части книги делается на отрицательные черты характера, складывающиеся под влиянием низменных страстей.
Имя бай Ганю стало нарицательным и породило множество анекдотов об этом персонаже, в которых он выступает в роли типичного болгарина. Обычно анекдоты начинаются с фразы «Встретились однажды немец, француз, русский (либо соответственно англичанин, турок, американец и др.) и бай Ганю…». Как правило, поступки или слова бай Ганю выставляют его в смешном виде перед своими собеседниками. Во второй половине XX века с развитием науки и техники появились анекдоты об инженере Ганеве (Ганю Балканском).
Имена сообщников бай Ганю — адвоката Гуню Килипирчикова, бай Михала (Михала Михалева), Бочоолу, Гочоолу, Дочоолу и Данко Харсызина — также стали нарицательными, хотя и не так широко распространенными.
На русский язык книгу перевел Д. Горбов. М. Горький писал по поводу выхода этой книги (в статье «О работе неумелой, небрежной, недобросовестной и т. д.»):

Издана ГИХЛом книга болгарина А. Константинова «Бай Ганю». Предисловие рекомендует её как «самую популярную книгу» болгарской литературы. Если это правда, это — очень грустно. Но как-то не верится, что именно эта книга является самой популярной в литературе, где работали Вазов, Славейков, Тодоров и другие высокоталантливые люди. Впрочем, «о вкусах не спорят» и, может быть, мои оценки неуместны.
Вскоре по напечатании данной статьи редактор «Бай Ганю» болгарский критик-публицист Г. И. Бакалов написал Горькому письмо (май 1931 года) с возражением против его критических замечаний. Однако Горький в ответном письме к адресату (конец мая или июнь 1931 года) остался при прежнем своем мнении.